# Биркин, Эндрю
Эндрю Биркин (англ. Andrew Birkin, род. 9 декабря 1945 года в Челси, г. Лондон, Великобритания) — британский киносценарист, режиссёр и актёр. Родился в семье капитана 3-го ранга Дэвида (David) Биркина и актрисы Джуди Кэмпбелл, брат актрисы Джейн Биркин.

## Карьера
В семнадцать лет начал работать курьером в лондонском представительстве кинокомпании 20th Century Fox. Профильное образование (production runner) получил в 1963 году. В 1965 году под руководством американского режиссёра Стэнли Кубрика в составе технического персонала принял участие в работе над созданием фильма «Космическая одиссея 2001 года». В 1966—1968 годах он продолжил работу под руководством Кубрика, добившись при этом значительного карьерного роста
.
В 1967 году в качестве первого помощника режиссёра принял участие в создании фильма «Волшебное таинственное путешествие» группы The Beatles. После этого Биркин занялся написанием сценариев по заказу британского продюсера Дэвида Путтнэма (en:David Puttnam (англ.)). В частности, в 1971 году он принял участие в создании фильма «Пёстрый флейтист» (en:The Pied Piper (англ.), — режиссёр Жака Деми), который является экранизацией немецкой средневековой легенды про Гамельнского крысолова, а в 1974 году — фильма под названием en:Slade In Flame (англ.), посвящённого творчеству британской рок-группы Slade .
В 1978 году написал сценарий для телевизионного мини-сериала под названием en:The Lost Boys (docudrama) (англ.), посвященного шотландскому драматургу и романисту, автору известной детской сказки о Питере Пэне — Джеймсу Мэтью Барри. Работа Биркина была высоко оценена британскими кинокритиками .
В 1980 году по заказу 20th Century Fox Эндрю Биркин снял 25-минутный фильм под названием en:Sredni Vashtar (англ.). Биркин также выступил в качестве сценариста и продюсера этой ленты. Кинофильм, снятый по мотивам одноимённого произведения английского писателя и журналиста Саки, был удостоен премии Британской академии кино и телевизионных искусств (BAFTA).
В 1984 году принял участие в написании сценария к экранизация романа Умберто Эко «Имя розы», а также исполнил в фильме небольшую роль второго плана (Кутберта Уинчестерского).
В 1988 году по собственному сценарию снял художественный фильм «Жгучая тайна». Фильм, являющийся экранизацией одноимённого романа Стефана Цвейга, в 1989 году получил призы на Брюссельском и Венецианском кинофестивалях.
В 1993 году написал сценарий и снял художественный фильм «Цементный сад» по одноимённому роману Иэна Макьюэна. За эту ленту на Берлинском кинофестивале он был удостоен главного приза — «Серебряный медведь» за лучшую режиссуру. «Цементный сад» был признан лучшим фильмом на нескольких кинофестивалях .
В 1998 году в сотрудничестве с французским кинорежиссёром Люком Бессоном написал сценарий для художественного фильма «Жанна д’Арк».
В 2004 году выступил в качестве одного из соавторов в работе над сценарием к художественному фильму «Парфюмер: История одного убийцы», поставленного по одноимённому роману Патрика Зюскинда.

## Личная жизнь
Женат на художнице Карин (Karen) Биркин. В 2008 году у них родилась дочь Эмили Джейн (Emily Jane).
Сыновья: Дэвид (David, 1977 г. р.) — художник и фотограф, Нед (Ned, 1985 г. р.) — снялся в художественном фильме «Цементный сад», в настоящее время (2011 г.) сотрудничает с отцом в создании сценариев для телевизионных документальных фильмов, и Энно (Anno, 1980 г. р.) — поэт и музыкант, погиб в автокатастрофе в 2001 году.
Племянницы: фотограф Кейт Барри и актрисы Лу Дуайон и Шарлотта Генсбур. Последняя также сыграла одну из ролей в фильме «Цементный сад».
Проживает в северном Уэльсе.

## Избранная фильмография
- «Уитнэйл и я»

- Пёстрый флейтист (автор сценария)
- Slade In Flame (автор сценария)
- Peter Pan (1976 musical) (соавтор сценария)
- The Thief of Bagdad (автор сценария)
- The Lost Boys (автор сценария)
- Омен 3: Последняя битва (автор сценария, продюсер)
- Sredni Vashtar (автор сценария, продюсер, режиссёр)
- King David (соавтор сценария)
- Имя розы (соавтор сценария)
- Жгучая тайна (автор сценария, режиссёр)
- Соль на нашей коже (соавтор сценария, режиссёр)
- Цементный сад (соавтор сценария, режиссёр)
- Жанна д’Арк (соавтор сценария)
- Парфюмер: История одного убийцы (соавтор сценария)

## Литературные произведения
- J. M. Barrie and the Lost Boys (Constable, 1979; Revised Edition: Yale University Press, 2003)